# Castillo de Espolla
El castillo de Espolla es una fortificación situada en el municipio de Espolla en la comarca catalana del Alto Ampurdán.

## Estructura
Se trata de un edificio de planta rectangular, que en origen posiblemente estaba protegido por torres angulares que no se han conservado. El aparato dominante es de piedras de pizarra sin trabajar, excepto en buena parte de la fachada, en las esquinas y las aspilleras, hechas con grandes sillares de granito bien recortados. El portal de entrada es de dovelas no muy grandes, también de granito.
Actualmente, se encuentra dividido en diferentes fincas urbanas, lo que ha hecho que el estado de conservación sea precario y heterogéneo, ya que ha sido adaptado para usos de vivienda y corral. Tal como ha llegado, es de planta y piso, sin restos de almenas ni otros elementos defensivos. Se puede contemplar el portal de entrada y acceder al patio de armas, que es público. En el interior de las casas, de propiedad particular, se pueden apreciar restos del muro, aspilleras y, en las salas bajas, bóvedas de cañón.

## Historia
El tipo de construcción parece que es de los siglos XIII-XIV. Se desconoce actualmente quien construyó y poseyó la casa. Se puede pensar que es posible que Espolla formaba parte de una alcaldía real, junto con San Clemente Sasebas, y el castillo era del alcalde, pero tampoco se puede descartar que fuera la residencia de alguna familia noble con posesiones en la zona, como es el caso de Cal Marquès, otra casa fuerte de la población y propiedad de Aviñón.